# Берлозівська сільська рада
Берло́зівська сільська́ ра́да — адміністративно-територіальна одиниця та орган місцевого самоврядування в Козелецькому районі Чернігівської області. Адміністративний центр — село Берлози.

## Загальні відомості
- Населення ради: 2 044 особи (станом на 2001 рік)

## Населені пункти
Сільській раді були підпорядковані населені пункти:
- с. Берлози (500 осіб)
- с. Гламазди (516 осіб)
- с. Сивухи (403 особи)
- с. Часнівці (625 осіб)

## Склад ради
Рада складалася з 16 депутатів та голови.
- Голова ради: Гніда Ніна Федорівна
- Секретар ради: Бабич Наталія Володимирівна

### Керівний склад попередніх скликань
| Прізвище, ім'я, по батькові | Основні відомості                                                                       | Дата обрання | Дата звільнення |
| --------------------------- | --------------------------------------------------------------------------------------- | ------------ | --------------- |
| Гніда Ніна Федорівна        | Сільський голова, 1957 року народження, освіта середня спеціальна, позапартійна         | 26.03.2006   | 31.10.2010      |
| Гніда Ніна Федорівна        | Сільський голова, 1957 року народження, освіта середня спеціальна, член Партії регіонів | 31.10.2010   |                 |

Примітка: таблиця складена за даними сайту Верховної Ради України

### Депутати
За результатами місцевих виборів 2010 року депутатами ради стали:

#### За суб'єктами висування
| Суб'єкт висування                                       | Кількість обраних депутатів | %    |
| ------------------------------------------------------- | --------------------------- | ---- |
| Партія регіонів                                         | 5                           | 31,3 |
| Самовисування                                           | 4                           | 25   |
| Політична партія Всеукраїнське об'єднання «Батьківщина» | 2                           | 12,5 |
| Політична партія «Фронт Змін»                           | 2                           | 12,5 |
| Українська соціал-демократична партія                   | 2                           | 12,5 |
| Соціалістична партія України                            | 1                           | 6,3  |

#### За округами
| № округу                                                | Прізвище, ім'я, по батькові     | Дата визнання обраним | Освіта             | Партійна приналежність                        | Відомості про обраного депутата                          |
| ------------------------------------------------------- | ------------------------------- | --------------------- | ------------------ | --------------------------------------------- | -------------------------------------------------------- |
| Партія регіонів                                         |                                 |                       |                    |                                               |                                                          |
| 3                                                       | Бурун Вікторія Віталіївна       | 01.11.2010            | вища               | позапартійна                                  | Берлозівська сільська рада, касир                        |
| 6                                                       | Орел Наталія Василівна          | 01.11.2010            | середня спеціальна | позапартійна                                  | Козелецька ЦРЛ, медсестра                                |
| 7                                                       | Ремез Світлана Гаврилівна       | 01.11.2010            | вища               | позапартійна                                  | Чернігівська філія ЗАТ «Племзавод агро-регіони», агроном |
| 9                                                       | Бабич Наталія Володимирівна     | 01.11.2010            | середня спеціальна | позапартійна                                  | Берлозівська сільська рада, секретар                     |
| 11                                                      | Ремез Олексій Федосійович       | 01.11.2010            | середня спеціальна | позапартійний                                 | Часнівський сільський клуб, завідувач                    |
| Політична партія Всеукраїнське об'єднання «Батьківщина» |                                 |                       |                    |                                               |                                                          |
| 1                                                       | Михайленко Микола Володимирович | 01.11.2010            | середня            | член Всеукраїнського об'єднання «Батьківщина» | Козелецький геріатричний пансіонат, водій                |
| 4                                                       | Зюзя Григорій Олексійович       | 01.11.2010            | середня            | позапартійний                                 | тимчасово не працює                                      |
| Політична партія «Фронт Змін»                           |                                 |                       |                    |                                               |                                                          |
| 5                                                       | Адаменко Анатолій Миколайович   | 01.11.2010            | середня спеціальна | член Політичної партії «Фронт Змін»           | тимчасово не працює                                      |
| 8                                                       | Карась Микола Миколайович       | 01.11.2010            | вища               | позапартійний                                 | Козелецька районна СЕС, помічник санітарного лікаря      |
| Соціалістична партія України                            |                                 |                       |                    |                                               |                                                          |
| 14                                                      | Гамоля Валентин Сергійович      | 01.11.2010            | середня спеціальна | позапартійний                                 | приватний підприємець                                    |
| Українська соціал-демократична партія                   |                                 |                       |                    |                                               |                                                          |
| 15                                                      | Гламазда Ольга Григорівна       | 01.11.2010            | середня спеціальна | позапартійна                                  | Козелецький геріатричний пансіонат, культ. працівник     |
| 16                                                      | Гніда Ганна Федорівна           | 01.11.2010            | середня спеціальна | позапартійна                                  | Берлозівський будинок культури, художній керівник        |
| Самовисування                                           |                                 |                       |                    |                                               |                                                          |
| 2                                                       | Кусочкін Микола Володимирович   | 01.11.2010            | середня            | позапартійний                                 | тимчасово не працює                                      |
| 10                                                      | Ющенко Іван Федосійович         | 01.11.2010            | середня            | позапартійний                                 | тимчасово не працює                                      |
| 12                                                      | Кочин Валентин Іванович         | 01.11.2010            | середня спеціальна | позапартійний                                 | тимчасово не працює                                      |
| 13                                                      | Шевченко Сергій Іванович        | 01.11.2010            | середня            | позапартійний                                 | приватний підприємець                                    |